# Lilltjärnen (Idre socken, Dalarna, 687555-135815)
Lilltjärnen är en sjö i Älvdalens kommun i Dalarna och ingår i Dalälvens huvudavrinningsområde.